# Piekoszów (gmina)
Pour les articles homonymes, voir Piekoszów (homonymie).
La gmina de Piekoszów est une commune rurale de la voïvodie de Sainte-Croix et du powiat de Kielce. Elle s'étend sur 102,48 km2 et comptait 15 840 habitants en 2010. Son siège est la ville de Piekoszów qui se situe à environ 11 kilomètres à l'ouest de Kielce.

## Villages
La gmina de Piekoszów comprend les villages et localités de Bławatków, Brynica, Gałęzice, Górki Szczukowskie, Janów, Jaworznia, Jeżynów, Julianów, Łaziska, Lesica, Łosień, Łosienek, Łubno, Micigózd, Młynki, Piekoszów, Podzamcze, Rykoszyn, Skałka, Szczukowice, Wesoła, Wincentów et Zajączków.

## Villes et gminy voisines
La gmina de Piekoszów est voisine de la ville de Kielce et des gminy de Chęciny, Łopuszno, Małogoszcz, Miedziana Góra, Sitkówka-Nowiny et Strawczyn.